# خوسيه رودريغيز نيتو
خوسيه رودريغيز نيتو (بالبرتغالية: José Rodrigues Neto‏) (مواليد 6 ديسمبر 1949) هو لاعب كرة قدم. يلعب مع منتخب البرازيل لكرة القدم. سبق له أن لعب في كأس العالم لكرة القدم مع منتخب بلاده.

## روابط خارجية
- خوسيه رودريغيز نيتو على موقع ناشيونال فوتبول تيمز (الإنجليزية)